# Energomontaj
Energomontaj a fost înființată în 1962 cu scopul de a monta centralele electrice care se construiau în România fiind urmașa Întreprinderii Electro-montaj care cuprindea formațiile de montaj mecanic și electric din România, înființată în anul 1949 și este una din cele mai mari companii de construcții din România. 
Compania are o prezență puternică pe piața lucrărilor de montaj în centralele termo-, hidro- și nuclearo-electrice și este, de asemenea, abilitată să execute lucrări de desulfurare și denoxare.
În 1991 compania s-a organizat ca societate pe acțiuni și este deținută de asociația salariaților formată din circa 2.800 de persoane fizice care dețin 99% din capital. Pentru desfășurarea activităților de bază, Energomontaj S.A. deține:  42 terenuri proprietate (baze de producție + cămine), dispuse uniform pe teritoriul tarii, cu o suprafața totală de 562.911 mp; 22 sedii administrative, cu o suprafață utilă de 22.333 mp, amplasate în 17 localități; 266 apartamente (locuințe de serviciu) și 9 cămine, având un număr total de circa 1.440 locuri de cazare.
Cifra de afaceri în 2008: 389,6 milioane de lei
În 2020 Compania a scos la vânzare mai multe active, printre care și clădirea de birouri de pe Calea Dorobanților în care își are sediul central, un teren cu depozite și magazii din zona Progresu, dar și terenuri și clădiri în localitățile Avrig și Oradea.